# Funktionella neurologiska symptom
Funktionell neurologisk symtomstörning eller funktionella neurologiska symtom (FNS) är ett tillstånd där patienter upplever neurologiska symtom som svaghet, rörelsestörningar, sensoriska symtom etc. Symtom på funktionella neurologiska symptom är kliniskt igenkännbara, men kan inte förklaras av en påvisbar organisk skada eller sjukdom.
Funktionella neurologiska symtom kallas även konversionsyndrom och har undergrupper så som funktionell svaghet och funktionella dissociativa anfall/icke-epileptiska anfall. Diagnosen ställs utifrån positiva fynd i samband med neurologisk undersökning, exempelvis Hoovers test, och symtom i anamnesen. Fysioterapi är särskilt användbart för patienter med motoriska symtom (muskelsvaghet, gång- eller rörelserubbningar) och individuellt anpassad kognitiv beteendeterapi har god evidensen för patienter med dissociativa (icke-epileptiska) anfall.